# Fra Bartolommeo

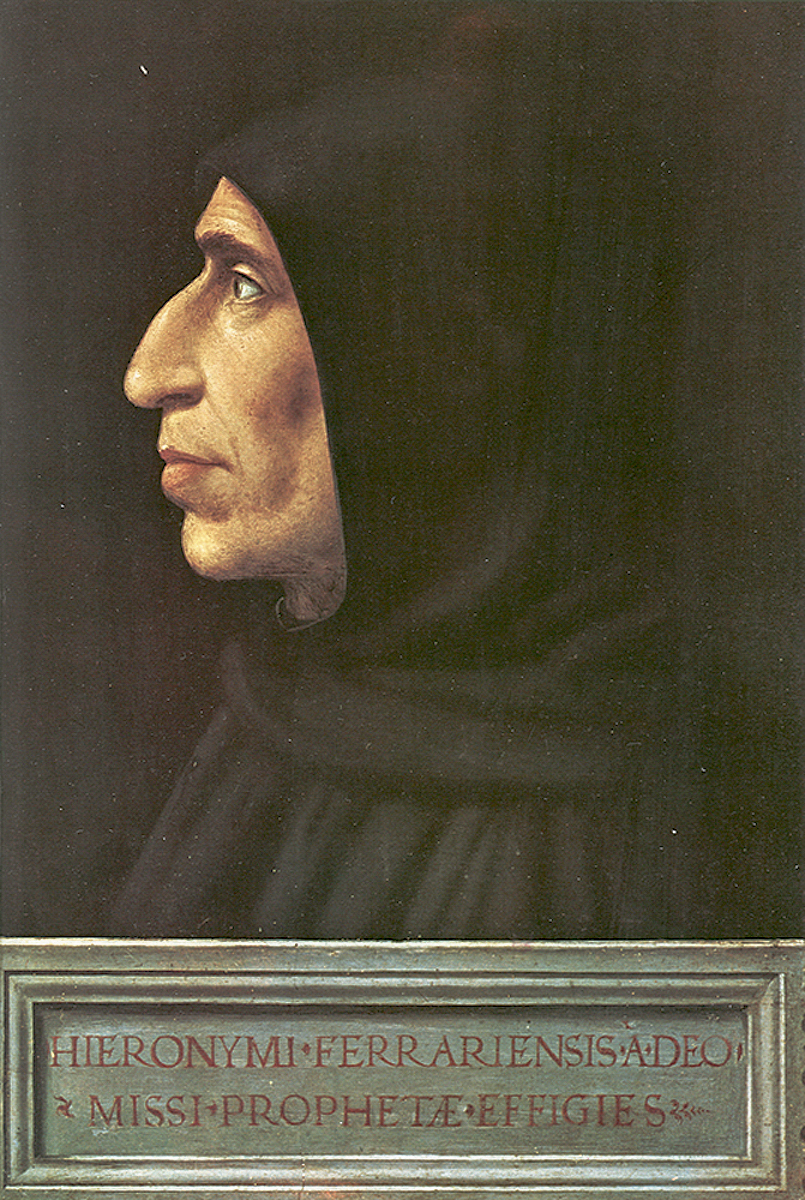
Fra Bartolommeo - Porträtt av Girolamo Savonarola (1498). Museo di San Marco, Florens.

Fra Bartolommeo född 28 mars 1472 i Florens, död 31 oktober 1517, florentinsk målare och tecknare. Fra Bartolommeo hette egentligen Bartolommeo Pagholo del Fattorino och kallades Baccio della Porta.

## Biografi
Bartolommeo var son till en fattig forman (kusk) och fick namnet Baccio della Porta eftersom faderns bostad var belägen nära stadsporten. Han blev 1481 lärjunge till Cosimo Roselli och hade till kamrat Mariotto Albertinelli, med vilken han samarbetade en längre tid senare. På 1490-talet greps han av Savonarolas predikningar och blev en av hans ivrigaste anhängare. Sedan reformatorn 1498 blivit bränd, blev Bartolommeo 1500 enligt ett givet löfte dominikanmunk, men återtog 1504 penseln och ledde i klostret San Marco (Florens) en ateljé, där Albertinelli var hans medarbetare 1509–1512. Han gjorde några resor till Venedig och Rom samt tillbringade några av de sista somrarna för hälsans skull i ordens landhospital, klostret Pian di Mugnone (vid Fiesole).

## Den florentinska konstens förstakolorist

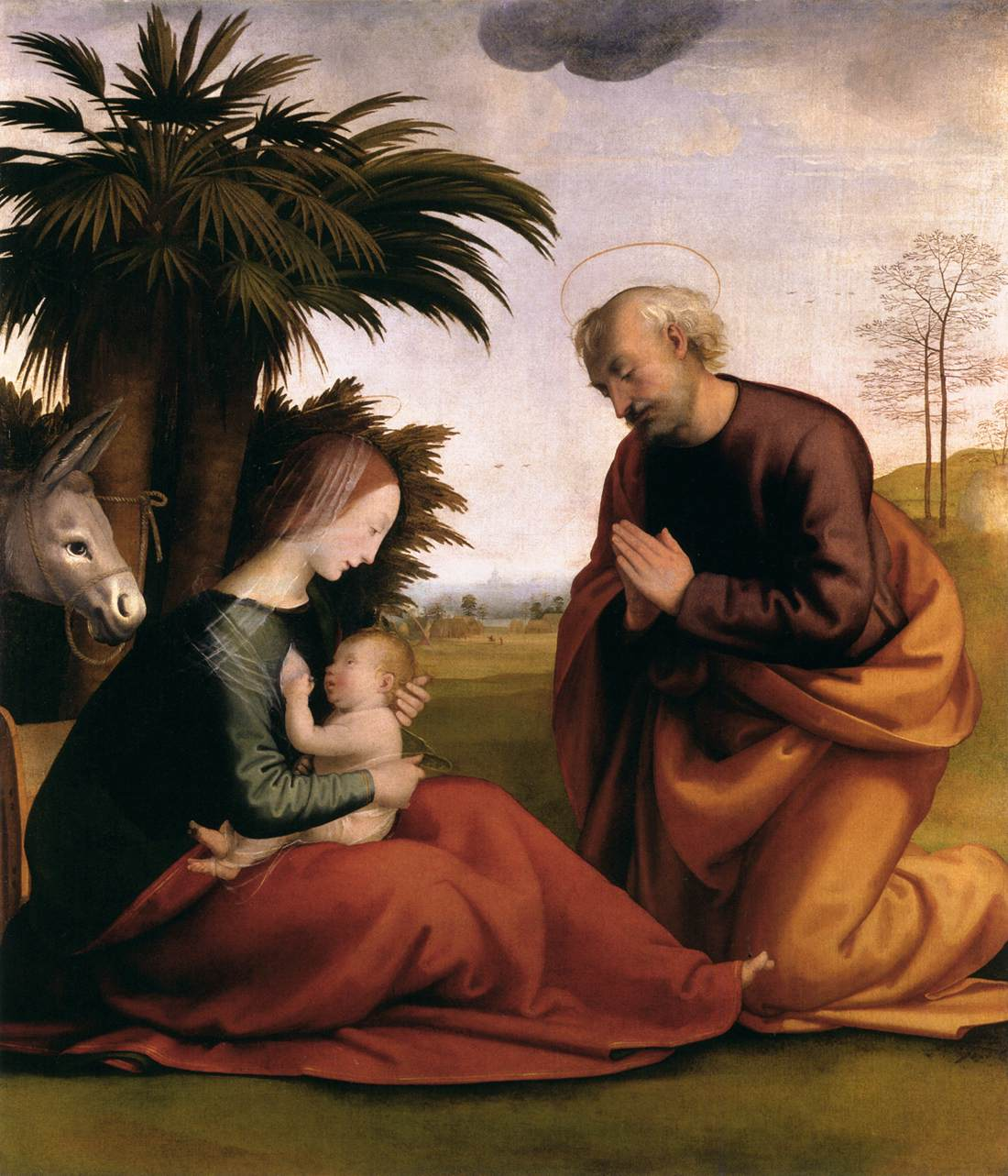

Bartolommeo var en av den italienska konstens stormän. De samtida, som starkast inverkat på honom, var Perugino, i känslouppfattningen och kompositionen, och Leonardo da Vinci, i avseende på formgivning och teknik; men innehållet var en produkt av honom själv. Emellertid var hans ämneskrets inskränkt. Han skildrade inte någon nakenhet, med undantag av små änglafigurer ("putti"), och han hade ingen dramatisk begåvning samt målade inte heller större cykler, endast lugna andaktsbilder, men de var levande uttryck för hans innerliga tro. Särskilt var han berömd för sin kolorit, åstadkommen genom utbyte av temperafärgen mot oljefärgen: han var den florentinska konstens första kolorist och hade i detta avseende ett stort inflytande på den unge Rafael under dennes studier.

## Fra Bartolommeos tre verksamhetsperioder

### Första perioden
Man urskiljer i hans verksamhet tre perioder. Den första omfattar tiden före hans inträde i klostret (1500). Hans huvudarbete under denna tid var hans enda stora komposition, en 1498–1499 målad fresk, Yttersta domen (nu i Museo Nazionale di San Marco, Florens), som genom sin högst upp tronande halvkrets av helgon blev förebild för Rafael i S. Severo-fresken (1505) och i övre delen av hans Disputa (1508).

### Andra perioden
Andra perioden, som började 1504, varade till 1512, då kamratskapet med Albertinelli upplöstes. Av hans arbeten under denna tid kan påpekas hans första tavla efter avbrottet, S. Bernhards vision samt ett par bilder i Lucca, Gud fader tillbedd av Maria Magdalena och Katarina av Siena och Madonna med helgon, båda målade 1509 under inflytande av resan till Venedig. För övrigt skiljs hans verk under denna period i sådana, som han utförde i kompaniskap med Albertinelli, ofta signerade med två i varandra sammanslingrade ringar jämte korset (ett sådant gemensamt arbete, men utan signering, är Marias himmelsfärd), och dem, som han ensam utfört, såsom S. Katarinas förmälning (1511). Till samma tid hör också en del fresker i klostret San Marco.

### Tredje perioden
Tredje perioden omfattade hans få återstående levnadsår, 1512–1517, tiden för hans högsta utveckling, särskilt i altartavlorna. Han gjorde i början av denna period en resa till Rom, och inflytandet av den visade sig dels i hans bild av S. Marcus, inspirerad av Michelangelo Buonarroti (1514), dels i en härlig S. Sebastian, hans enda nakna figur, beundrad av konstnärerna, men avskydd av munkarna (1515). För övrigt härstammade från denna tid tre av hans mästerligaste verk: Madonna della misericordia (1515), Uppståndelsen (1516) och Kristus nedtagen från korset, det mest dramatiska av hans arbeten, ädelt och gripande i all sin enkelhet, med fyra figurer (1516).